# Myginda fasciculata
Myginda fasciculata là một loài thực vật có hoa trong họ Dây gối. Loài này được Pittier mô tả khoa học đầu tiên năm 1937.